# Natació als Jocs Olímpics d'Estiu de 1924 - relleus 4x100 metres lliures femenins
Els relleus 4x100 metres lliures femenins va ser una de les onze proves de natació que es disputaren als Jocs Olímpics de París de 1924. La competició es disputà el 18 de juliol de 1924. Hi van prendre part 24 nedadores procedents de 6 països.

## Medallistes
| Or                                                                                   | Plata                                                                      | Bronze                                                              |
| Estats UnitsEuphrasia Donnelly · Gertrude Ederle · Ethel Lackie · Mariechen Wehselau | Regne UnitFlorence Barker · Constance Jeans · Grace McKenzie · Iris Tanner | SuèciaAina Berg · Gurli Ewerlund · Wivan Pettersson · Hjördis Töpel |

## Rècords
Aquests eren els rècords del món i olímpic que hi havia abans de la celebració dels Jocs Olímpics de 1924.
| Rècord del Món | 5:11.6 | Margaret Woodbridge Frances Schroth Irene Guest Ethelda Bleibtrey | Anvers (BEL) | 29 d'agost de 1920 |
| Rècord Olímpic | 5:11.6 | Margaret Woodbridge Frances Schroth Irene Guest Ethelda Bleibtrey | Anvers (BEL) | 29 d'agost de 1920 |

Els Estats Units va establir un nou rècord del món, alhora que baixaven dels 5 minuts, amb un temps de 4:58.8 minuts.

### Final
| Pos. | Nedadores                                                                    | Temps     |
| ---- | ---------------------------------------------------------------------------- | --------- |
| 1    | Euphrasia Donnelly, Gertrude Ederle, Ethel Lackie i Mariechen Wehselau (USA) | 4:58.8 WR |
| 2    | Florence Barker, Constance Jeans, Grace McKenzie i Iris Tanner (GBR)         | 5:17.0    |
| 3    | Aina Berg, Gurli Ewerlund, Wivan Pettersson i Hjördis Töpel (SWE)            | 5:35.6    |
| 4    | Vibeke Møller, Agnete Olsen, Hedevig Rasmussen i Karen Maud Rasmussen (DEN)  | 5:42.4    |
| 5    | Ernestine Lebrun, Gilberte Mortier, Bienna Pélégry i Mariette Protin (FRA)   | 5:43.4    |
| 6    | Mietje Baron, Alida Bolten, Truus Klapwijk i Maria Vierdag (NED)             | 5:45.8    |